# René Descartes
René Descartes (1596–1650) là triết gia, nhà khoa học, nhà toán học người Pháp, thường được xem là cha đẻ của triết học hiện đại. Ông sinh ngày 31 tháng 3 năm 1596 tại La Haye-en-Touraine, nay gọi là Descartes, Pháp, và qua đời ngày 11 tháng 2 năm 1650 tại Stockholm, Thụy Điển.
Descartes đã tiên phong trong việc thúc đẩy tri thức luận thế kỷ 17, đặt nền móng cho triết học hiện đại và góp phần định hình các lĩnh vực khoa học tự nhiên.

## Tiểu sử
René Descartes sinh năm 1596 tại La Haye, Touraine (ngày nay gọi là Descartes, thuộc vùng Centre-Val de Loire, Pháp), trong một gia đình quý tộc nhỏ nổi tiếng với truyền thống khoa bảng và đức tin Công giáo Rôma.
Năm tám tuổi, ông nhập học tại trường dòng Tên La Flèche ở Anjou, nơi ông theo học suốt tám năm. Tại đây, ngoài các môn học cổ điển, giáo lý Công giáo, Descartes còn được tiếp cận toán học thông qua tư duy Kinh viện, một học phái nhấn mạnh việc sử dụng lý luận để hiểu giáo lý Kitô giáo. Ảnh hưởng của Công giáo La Mã in đậm trong toàn bộ cuộc đời và tư tưởng của ông.
Sau khi rời trường, Descartes tiếp tục học luật tại Đại học Poitiers, tốt nghiệp năm 1616 nhưng không hành nghề. Thay vào đó, ông gia nhập quân đội Hoàng tử Maurice de Nassau, lãnh đạo Liên hiệp các tỉnh Hà Lan, với ý định theo đuổi binh nghiệp. Trong thời gian phục vụ các quân đội khác nhau, Descartes bắt đầu chú tâm vào toán học và triết học.
Từ năm 1623 đến 1624, ông hành hương đến Ý, sau đó trở về Pháp và sống tại đây từ 1624 đến 1628. Trong giai đoạn này, Descartes chuyên tâm nghiên cứu triết học và thực hiện các thí nghiệm về quang học. Năm 1628, sau khi bán toàn bộ tài sản tại Pháp, ông chuyển đến Hà Lan và sinh sống tại đây gần như suốt phần đời còn lại.
Tại Hà Lan, Descartes thường xuyên di chuyển giữa các thành phố như Amsterdam, Deventer, Utrecht và Leiden, nơi ông tiếp tục các nghiên cứu về toán học, triết học, và khoa học.
René Descartes dường như đã hoàn thành tác phẩm lớn đầu tiên của mình, Essais philosophiques (Các tiểu luận triết học), trong năm đầu tiên ở Hà Lan. Tác phẩm xuất bản năm 1637, gồm bốn phần: một tiểu luận về hình học, một về quang học, một về sao băng, và Phương pháp luận (Discours de la méthode), nơi ông trình bày các nguyên lý triết học của mình.
Những tác phẩm quan trọng khác của Descartes bao gồm Meditationes de Prima Philosophia (Suy ngẫm về Triết học Tiên khởi, 1641, viết lại năm 1642) và Principia Philosophiae (Các nguyên lý triết học, 1644). Cuốn Principia Philosophiae được ông dành tặng Công chúa Elisabeth xứ Bohemia, một người bạn thân thiết ở Hà Lan.
Năm 1649, Descartes nhận lời mời của Nữ hoàng Christina Thụy Điển để giảng dạy triết học tại triều đình Stockholm. Tuy nhiên, khí hậu khắc nghiệt của Bắc Âu khiến ông mắc bệnh viêm phổi và qua đời vào năm 1650.

## Triết học
René Descartes đề xuất áp dụng phương pháp diễn dịch toán học vào triết học, thay thế cách tiếp cận của phái Kinh viện, vốn chủ yếu dựa trên so sánh và đối chiếu với các quan điểm của nhà cầm quyền. Bác bỏ phương pháp Kinh viện, Descartes khẳng định: "Trong khi tìm kiếm con đường thẳng đến chân lý, chúng ta không cần quan tâm đến những gì không thể hiểu thấu một cách chắc chắn, như trong chứng minh đại số và hình học."
Ông nhấn mạnh rằng: "Không điều gì được xem là đúng cho đến khi nền tảng để tin rằng nó đúng được thiết lập." Tư duy này trở thành nền tảng cho phương pháp luận của Descartes, với điểm xuất phát là sự chắc chắn duy nhất được ông biểu đạt qua câu nói nổi tiếng: "Cogito, ergo sum" (tiếng Latinh, "Tôi tư duy, vậy tôi tồn tại").
Từ tiên đề rằng ý thức rõ ràng về tư duy chứng minh sự tồn tại của bản thân, Descartes tiếp tục lập luận về sự tồn tại của Chúa. Theo triết học của ông, Chúa đã tạo ra hai loại chất cơ bản làm nên vạn vật:
1. Chất suy nghĩ (res cogitans) - tinh thần.
2. Chất mở rộng (res extensa) - vật chất hay thân thể.

Ngoài triết học, di sản của Descartes còn in dấu trong ngôn ngữ. Tính từ cartésien (tiếng Pháp, dạng giống cái: cartésienne) và cartesian (tiếng Anh) được dùng để mô tả những người có xu hướng tư duy logic và lý tính, xuất phát từ tên của ông.

## Khoa học

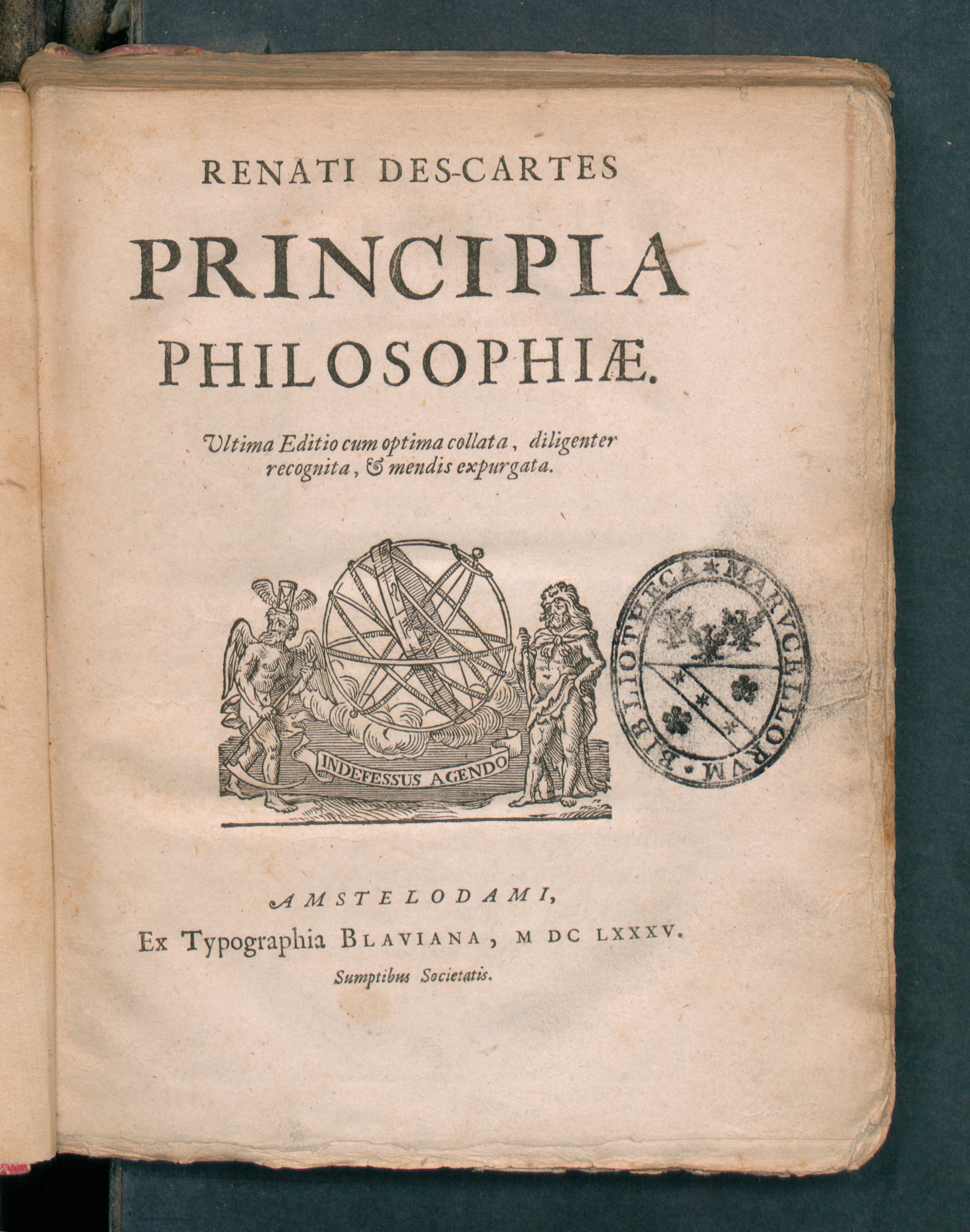
Principia philosophiae, 1685

Triết học Descartes, có khi được gọi là Cartesianism (tiếng Anh), đã khiến cho ông có nhiều giải thích sai lầm về các hiện tượng vật lý. Tuy nhiên, các giải thích đó cũng có một giá trị nhất định, vì ông đã dùng những giải thích cơ học thay cho những quan điểm tinh thần mơ hồ của các tác giả đi trước. Ban đầu Descartes đã công nhận thuyết Copernic về hệ thống vũ trụ trong đó các hành tinh xoay quanh Mặt Trời, nhưng ông đã từ bỏ nó vì giáo hội Công Giáo La Mã không chấp nhận nó do chưa đủ minh chứng (Galileo vẫn chưa chứng minh được giả thuyết của mình). Thay vào đó ông đưa ra lý thuyết dòng xoáy – cho rằng vũ trụ được lấp đầy vật chất, ở các trạng thái khác nhau, xoáy quanh mặt trời.
Trong lĩnh vực sinh lý học, Descartes giữ quan điểm rằng máu là một chất lỏng tinh tế mà ông gọi là hồn của động vật. Ông tin rằng hồn động vật tiếp xúc với chất suy nghĩ ở trong não và chảy dọc theo các dây thần kinh để điều khiển cơ bắp và các phần khác của cơ thể.
Về quang học, Descartes đã khám phá ra định luật cơ bản của sự phản xạ: góc tới bằng góc phản xạ. Tiểu luận của ông là văn bản đầu tiên trình bày đề cập đến định luật này. Việc Descartes xem ánh sáng như một thứ áp lực trên môi trường chất rắn đã dẫn đường cho lý thuyết sóng của ánh sáng.

## Toán học
Đóng góp quan trọng nhất của Descartes với toán học là việc hệ thống hóa hình học giải tích, hệ các trục tọa độ vuông góc được mang tên ông. Ông là nhà toán học đầu tiên phân loại các đường cong dựa theo tính chất của các phương trình tạo nên chúng. Ông cũng có những đóng góp vào lý thuyết về các đẳng thức. Descartes cũng là người đầu tiên dùng các chữ cái cuối cùng của bảng chữ cái để chỉ các ẩn số và dùng các chữ cái đầu tiên của bảng chữ cái để chỉ các giá trị đã biết. Ông cũng đã sáng tạo ra hệ thống ký hiệu để mô tả lũy thừa của các số (chẳng hạn trong biểu thức x²). Mặt khác, chính ông đã thiết lập ra phương pháp, gọi là phương pháp dấu hiệu Descartes, để tìm số nghiệm âm, dương của bất cứ phương trình đại số nào.